# یواس‌اس داینامیک (ای‌ام-۴۳۲)
یواس‌اس داینامیک (ای‌ام-۴۳۲) (به انگلیسی: USS Dynamic (AM-432)) یک کشتی بود که طول آن ۱۷۲ فوت (۵۲ متر) بود. این کشتی در سال ۱۹۵۲ ساخته شد.